# Piet Moget
 (janvier 2016).
Piet Moget est un peintre néerlandais né le 24 mai 1928 à La Haye et mort le 13 décembre 2015 à Port-la-Nouvelle.

## Biographie
En 1937-38, il fait la connaissance du peintre Jan Blockpoel qui travaille dans la tradition de l’École de La Haye proche de celle de Barbizon. Il sera son premier maître. Piet l’accompagne dans ses déplacements sur le motif, portant ses couleurs. Il observe, peint lui-même.
En 1941, à force de rôder autour de l’école des beaux-arts de la Princessengracht et à la suite de diverses démarches il est admis, à l’âge de 13 ans, aux cours libres, parmi des adultes. Il est le premier élève admis si jeune. L’enseignement est académique et les professeurs sont tournés vers la peinture de l’École de La Haye. Piet Moget fréquente le musée municipal de La Haye où il voit des peintures de Mondrian.
En 1941-42, accompagné de sa mère, il voit une exposition de Jan Sluijters où dit-il, Il verra ce que l’on peut faire avec la lumière.
Il vend sa première toile, La Rue, lors d’une exposition à Voorburg en août 1942.
Durant les années de guerre, Piet Moget travaille dans la tradition hollandaise, sous l’influence de l’École de La Haye. Il s’essaie à plusieurs techniques : peinture à l’huile, aquarelle, dessin au crayon et au fusain. Il expérimente la couleur, allégeant progressivement sa palette vers des tons plus irisés ou s’essayant à des couleurs plus franches et plus contrastées. Il peint la réalité des paysages hollandais, ceux-là mêmes décrits par les maîtres du Siècle d’or.
À la fin de la guerre, il voyage en Europe, notamment en France où il séjourne pendant six mois.
À l’automne 1946, il entre à l'Académie des beaux-arts de La Haye. Il a comme professeurs Madame Giacometti qui lui enseigne l’histoire de l’art, Paul Citroën, lié à Dada, au Bauhaus et au Blaue Reiter, Drayer qui est dans la lignée de la Nouvelle Objectivité. Piet Moget ne sera pas influencé par ces courants ni par le cubisme. En revanche il est attiré par Monet et surtout Pissarro comme le montreront les peintures réalisées à Saint-Rémy-de-Provence lors d’un séjour en 1948.
Il fonde, en 1947, avec d’autres étudiants, le Kontakt Groep qui organise des expositions, des débats d’idées, des discussions sur l’art, la poésie, la littérature et la politique.
1947 est aussi marquée par un événement déterminant dans la vie et le travail pictural de Piet Moget. En février est présentée au musée municipal de La Haye l’exposition De Bonnard à nos jours où il découvre un tableau de Geer van Velde, La Méditerranée, peint l’année précédente. La peinture l’impressionne profondément : cette œuvre apport(ait) un message d’espoir et de sérénité.
En 1948, il voyage en Provence. Moget, en quête de lumière et d’effet de transparence, semble rechercher inspiration et modèle dans l’impressionnisme.
Il porte déjà un intérêt particulier pour le thème du quai, du canal (qui deviendra majeur à la maturité), des étendues liquides.
Entre 1951 et 1955, ils partent en Suède travailler et exposer durant l'été.
Cette même an, il fait la connaissance de Geer van Velde en lui rendant une visite impromptue chez lui à Cachan. C’est le début d’une longue amitié. Van Velde et sa femme Elizabeth viendront plusieurs fois à la Grange Basse où Geer travaillera et exposera. Piet le considère comme son « père spirituel ».
À partir de 1954, le paysage méditerranéen imprègne de plus en plus son travail. Il plante son chevalet autour du mas de Grange Basse, près du château de Frescati, dans le jardin du Rieu, près du cimetière de Port la Nouvelle. Fidèle à la leçon des peintres de La Haye et de Cézanne, il peint sur le motif. Il n'arrive pas à travailler dedans, il a besoin de quelque chose à quoi s'accrocher. La nature est quand même son maître.
En 1956, apparaissent des couleurs plus nacrées, plus irisées. Le contour des formes est moins accusé, la ligne d’horizon de plus en plus présente, le ciel prend plus d’importance. À partir de 1956 environ, Piet Moget prend l’habitude d’aller peindre sur le quai à Port-la-Nouvelle avec une petite camionnette. Un jour dans sa camionnette en train de lire le journal, il regarde par la fenêtre et voit avec une extrême intensité ce qu’il a sous les yeux. En fait peu de choses. Une digue avec de gros blocs de pierre, en avant l'eau du canal reflète ces blocs, au-dessus de la digue on devine la mer, le ciel. Tout à coup c'est comme si l'on voyait pour la première fois. Ces moments peuvent être extrêmement intenses, et parfois marquer un avant et un après dans la vie. Il plante dorénavant son camion chevalet, rempli de toiles en cours, sur les quais de Port-la-Nouvelle tous les matins au même endroit avant que le soleil ait dissipé les brumes matinales et là, sur le motif, car il reste un peintre de plein air, il interroge la lumière et l’espace. Le thème central de sa peinture devient le canal, la digue, la mer, l’espace.
Parallèlement à son travail de peintre, Piet Moget organise des expositions d’autres artistes.
Il débute cette activité dès 1952 en Scandinavie où il expose les œuvres d’artistes européens contemporains.
De 1956 à 1964, il organise « Les Rencontres » qui seront le premier pôle d’art contemporain créé en Languedoc-Roussillon. Ces manifestations rassemblent des œuvres de Geer van Velde, Roger Bissière, Nicolas de Staël, Maria Elena Vieira da Silva, Maurice Estève, Charles Lapicque, André Lanskoy, Serge Poliakoff, Tanguy, Léger, Les Cobras et bien d’autres. Il collabore également à la création de pôles d’art contemporain à Sérignan, à Béziers (expositions de Jacques Villon, Joan Miró), au château de Jau, au musée Fabre de Montpellier, au musée Rigaud de Perpignan.
1960-1977, les tableaux présentent une sorte de permanence - espace frontal, horizon abaissé, format carré ou presque, absence de signature au recto, absence de titre- qui sert une volonté farouche de peindre l'essentiel. Piet Moget sait jouer de gammes chromatiques différentes et se laisse parfois tenter par des couleurs à l'énergie chaleureuse.
Les tableaux des années 1980-1990 parlent de la lenteur de la tâche, de l'insatisfaction du peintre, de sa quête de l'absolu dans la peinture.
1994-1995 semblent marquer un retour à une représentation figurative plus repérable. Les toiles ont perdu leur sérénité dépouillée et laissent transparaître une présence. Les coloris sont plus forts, plus sombres, plus sourds. Une tension existe entre l'espace et la terre où se devinent des sortes d'entrelacs, des torsions.
En 1991, il fonde le lieu d'art contemporain, au hameau du Lac sur la commune de Sigean dans un ancien chai transformé. Piet Moget va y installer cinq grandes salles consacrées à la diffusion de l’art contemporain, dans un cadre extrêmement dépouillé, à l’accrochage et à l’éclairage très sobres. Deux expositions ont lieu chaque année, au printemps et en été, parfois en automne autour de jeunes créateurs.

## Vie privée
À l’âge de huit ans, il joue de l’accordéon et s’immerge dans la peinture (il peint des assiettes en guise de cadeaux de Noël).
Bien que fils unique, il fait partie d’une communauté importante. Sa mère est l’aînée de onze enfants et son père est également issu d’une famille nombreuse. Il vit dans un milieu familial modeste, solidement structuré où la notion d’art est très présente.
En 1947, il séjourne à Port-de-Bouc dans les Bouches-du-Rhône puis découvre la lumière du Languedoc et de la Catalogne. Il visite la région narbonnaise, les étangs de Sigean et Port-la-Nouvelle.
En 1951, il épouse le peintre Mary Schallenberg, amie d’enfance et des Beaux-Arts.
1952, ils s’installent définitivement en France à Port-la-Nouvelle, au mas de la Grange Basse où ils vivent dans des conditions très précaires, sans eau ni électricité. Ils retourneront chaque été jusqu’en 1955, en Scandinavie où naîtra leur fille Layla.

## Expositions

### Principales expositions collectives

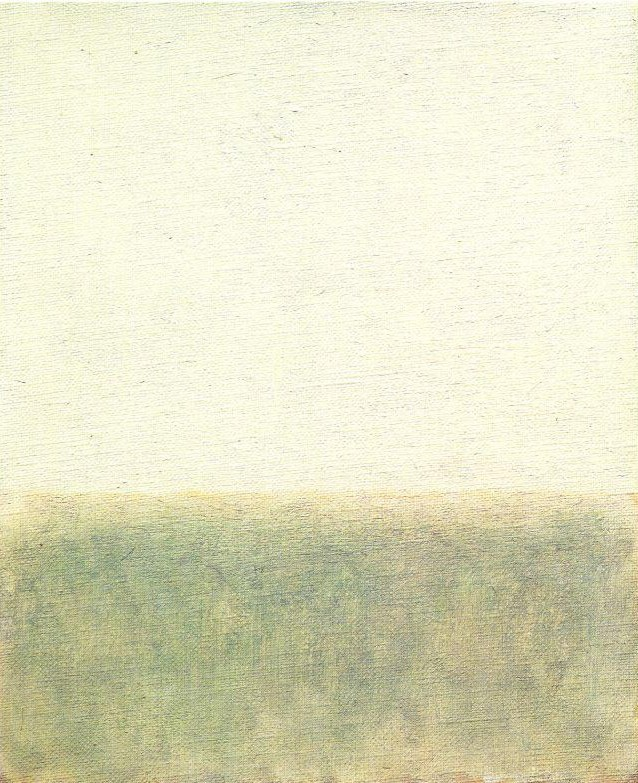
Piet Moget, sans titre, 27x22, huile sur toile 1992-98

- 1947 La Haye, Beijenkorf, Contakt Groep, "Jonge Kunsternaars"
- 1948 La Haye, Beijenkorf, Contakt Groep, "Jonge Kunsternaars"
- 1949 La Haye, Beijenkorf, Contakt Groep, "Jonge Kunsternaars"
- 1952 Varberg, Societetssalongen, "Hollandsk Konst".
- 1953 Varberg, Societetssalongen, "Fransk Hollandsk Konst".
- 1954 Varberg, Societetssalongen, "Konstudställning".
- 1955 Varberg, Societetssalongen, "L'Ecole de paris".
- 1956 Béziers, galerie Cabezon, "André Lhote, Pignon, Piet Moget". Port-la-Nouvelle, foyer municipal, "Rencontre I".
- 1957 Béziers, galerie Bonnefond, "André Lhote, Piet Moget, Mary Moget, Jean Camberoque". Port-la-Nouvelle, foyer municipal, "Rencontre II".
- 1958 Port-la-Nouvelle, foyer municipal, "Rencontre III".
- 1960 Port-la-Nouvelle, Mas de la Grange Basse, "Rencontre IV".
- 1962 Port-la-Nouvelle, mas de la Grange Basse, "Rencontre V".

Montpellier, musée Fabre, "Rencontre avec les peintres d'aujourd'hui".
- 1963, Paris, musée d'art moderne de la ville de Paris, salon de Mai.

Paris, musée d'art moderne de la ville de Paris, Salon des réalités nouvelles.
- 1964 Port-la-Nouvelle, mas de la Grange Basse, "Rencontre VI".

Montpellier, musée Fabre, "Rencontre VI".
- 1965 Varberg, Societetssalongen, "Rencontre VII". Paris, musée d'art moderne de la Ville de Paris, 20e salon des Réalités nouvelles.
- 1966 Paris, musée d'art moderne de la Ville de Paris, 21e salon des Réalités Nouvelles.
- 1967 Exposition itinérante en Grande-Bretagne : Kendal, Bolton, Middleborough, Sunderland, "20th Century European Painting". Paris, musée d'art moderne de la Ville de Paris, 22e salon des Réalités nouvelles.
- 1968 Paris, musée d'art moderne de la Ville de Paris, 23e salon des Réalités nouvelles.

Varberg, Societetssalongen.
- 1969 Stockholm, galeria Scandinavia.
- 1970 Paris, musée d'art moderne de la Ville de Paris, salon de mai.
- 1971 Paris, musée d'art moderne de la Ville de Paris, 26e salon des Réalités nouvelles.
- 1974 Lugano, villa Malpensata, "Pittura e Musica".
- 1975 Paris, centre américain, "Contrat Diction".
- 1976 Port-la-Nouvelle, New-Port Gallery.
- 1977 Paris, musée d'art moderne de la Ville de Paris, 32e salon des Réalités nouvelles.
- 1979 Paris, musée d'art moderne de la ville de Paris, salon de mai.
- 1980 Paris, musée d'art moderne de la Ville de Paris, 34e salon des Réalités nouvelles.
- 1981 Paris, musée d'art moderne de la ville de Paris, 35e salon des Réalités nouvelles.

Toulouse, galerie Jacques Girard.
- 1982 Agen, centre culturel. Paris, musée d'art moderne de la ville de Paris, 36e salon des Réalités nouvelles.
- 1985 Toulouse, galerie Jacques Girard, "Piet Moget et Toni Grand".
- 1989, Varberg, musée, Alechinsky, Karel Appel, Moget, Moget-Schallenberg".

Toulouse, galerie Jacques Girard.
- 1994 Sigean, L. A. C., "Charchoune, les peintres et la peinture".

Narbonne, centre d'art et de culture.
Montpellier, pavillon du musée Fabre, "Création contemporaine en Languedoc".
- 1997 Villesèque-des-Corbières, château Haut Gléon.

### Principales expositions personnelles
- 1946 Arnhem, Galerie Schipperus.
- 1957 Göteborg, Galerie God Konst.
- 1959 Göteborg, Galerie God Konst.
- 1967 Göteborg, Galerie God Konst.

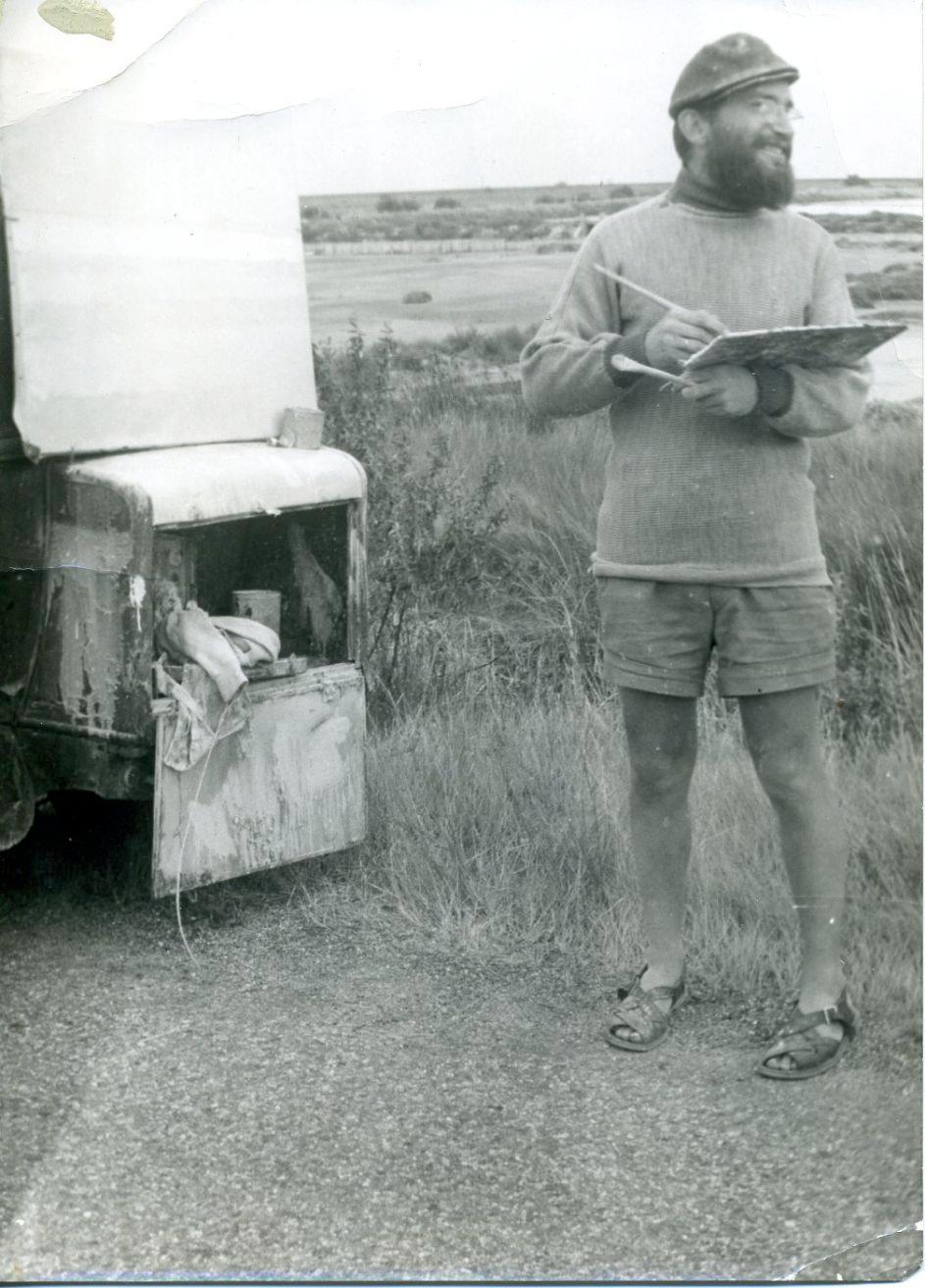
Piet Moget autre

- 1978 Paris, Fiac, stand de la New Style Gallery de La Haye.
- 1980 Toulouse, Université du Mirail; Varberg, Museum.
- 1981 Agen, Centre Culturel; La Haye, New Style Gallery.
- 1982 Toulouse, Galerie Jacques Girard.
- 1983 La Haye, New Style Gallery.
- 1984 Toulouse, Galerie Jacques Girard; Paris, Galerie Yvon Lambert.
- 1985 La Haye, New Style Gallery.
- 1987 Amsterdam, Galerie M. L de Boer.
- 1988 Toulouse, Galerie Jacques Girard.
- 1990 Göteborg, Galerie 33.
- 1995 Narbonne, Théâtre-scène nationale.
- 1996 Toulouse, Université du Mirail.
- 1997 Toulouse, Galerie Jacques Girard.
- 2001 Parijs, Galerie Louis Carré & Cie et Parijs ; Fiac, stand van de Galerie Borzo de S'Hertogenbosch.
- 2002 Amsterdam, Kunsthandel M.L. De Boer ; S'Hertogenbosch, Galerie Borzo ; Cajarc, maison des arts G. Pompidou.
- 2006 Den Haag, Artotheek Kunstcentrum, Piet Moget.
- 2007 Agen, Musée des Beaux-Arts d’Agen, L’Amour de l’Art, Art Contemporain et Collection Privées du Sud Ouest.
- 2008 Amsterdam, Borzo Modern and Contemporary Art ; Paris, Galerie Louis Carré & Cie ; L.A.C. Lieu d’Art Contemporain, Sigean, Piet Moget, Parcours d’une œuvre.

## Œuvres

### Dans les musées et les collections publiques
(sélection)
- FRAC Île-de-France.
- FRAC Languedoc-Roussillon
- Musée des beaux-arts, Carcassonne.
- Musée de Dunkerque.
- Musée régional d'art contemporain Languedoc-Roussillon de Sérignan.
- L.A.C. de Sigean.
- Konst Museum, Böras, Suède.
- Musée municipal de La Haye, La Haye, Pays-Bas.

### Texte
- Ma rencontre avec Geer van Velde, catalogue de l’exposition Geer van Velde, Paris, musée d’art moderne de la Ville de Paris, 1982.

### Principaux articles de presse
- 1954 Trebe, "Franskholländsk konstnär blev f¨r¨lskad in Varberg (Un peintre franco-hollandais amoureux de Varberg)", Hallands Nyther, 1er décembre.
- 1955 Dufour Fernand, "un peintre hollandais, Piet Moget, a choisi pour retraite l'humble mas de la Grange Basse", la dépêche du Midi, 3 juillet.

Peder, "Konst till folket pa nya vägar (L'art vers le peuple, de nouvelles routes)".
Hallands Nyther, 10 septembre.
- 1956 Dufour Fernand, "Un peintre collectionneur est riche d'un Picasso de la belle époque cubiste," La Dépêche du Midi, 25 janvier.
- 1957 Bäckström Tord, "Piet Moget à la galerie God Konst", Göteborgs Handels och sjösarts-Tidning, 2 novembre.

G. H. D; "En koloristbegavning (Un talent de coloriste", Boras Tidnong, 27 novembre.
- 1959 Bäcktröm Tord, "Piet Moget à la galerie God Konst", Göteborgs Handels och sjösarts-Tidnong, 2 décembre.

B. E., "Piet Moget à la galerie God Konst", Göteborg-Tidninge, 30 novembre.
- 1962 Dufour Fernand, "Après avoir fixé Piet Moget, la lumière nouvelloise vient de séduire un grand artiste Geer van Velde," la Dépêche du Midi, 24 avril.

Dufour Fernand, « Paul Klee, Kandinsky, Max Ernst, Tanguy, Geer van Velde, vedettes de Rencontre V », La Dépêche du Midi, 27 juillet.
- 1963 Ashbery John, "Le salon des Réalités Nouvelles" New York Herald Tribune, 20 avril.
- 1964 Dufour Fernand, "Panorama international de l'art contemporain", La Dépêche du Midi, 22 juillet.
- 1967 Fenton F. W, "Poetry in European Modern Art", Daily Telegraph, 3 juin.

Wirsin-Kuschel Ingrid, "Fransman med vikingaskägg ställer ut i Göteborg 'Un Français à la barbe de Viking expose à Göteborg)", Göteborg-Tidningen, 6 avril.
- 1976 Duchein Paul, "Piet Moget, peintre des grands silences", Le Pharmacien de France, no 6, pp. 268–271.
- 1980 Aribaut Serge, « Piet Moget, les orges du silence », La Dépêche du Midi, 2 avril.

Himhoff Bertrand Meyer, "Piet Moget ou la peinture contemplative", gazette des tribunaux du Midi, 15 mars, no 6634.
- 1981 Wingen Ed, "De Uiterste concentratie van Piet Moget (Une extrême concentration chez Piet Moget)", Kunst Beeld, no 6, p. 47.
- 1983 Himhoff Bertrand Meyer, "Piet Moget ou la peinture contemplative", Peinture/Cahiers théoriques, no 16-17.
- 1984 Aribaut Serge, "Piet Moget, le mystère de la ligne d'horizon", la Dépêche du Midi, 13 décembre.

Visser Mathilde, "Piet Moget", Financiel Dagblad, mai.
- 1988 Slagter Erik, "Veel variatie en kwaliteit in Haags galeriemaand (Beaucoup de diversité et de qualité dans le mois des galeries à La Haye)" Beelding, juin.
- 1991 Brun Geneviève, "On est dans un espace et on entrevoit au-delà un autre espace", août.

Cette Louis, "le fruit de la passion", La Dépêche du Midi, 10 septembre.
Dufour Fernand, "Événement culturel de l'été, création du Lieu d'art contemporain ", La Dépêche du Midi, 17 août.
- 1993 Cimetière Odile, « L'homme qui marchait vers la lumière », Midi libre, 23 mai.
- 1995 Cette Louis, "Et la lumière fut", La Dépêche du Midi, 1er novembre.
- 1998 Donadio Marie-Pierre, Reg'Arts, septembre, p.8.

Wesseling Janneke, "Vergankelijkheid in de wijngaarden (Le temps qui passe au milieu des vignes)" NRC Cultureel, supplément, 25 mai.
- 2000 Jover Manuel, L'Œil, septembre, p.93

### Vidéos
- Piet Moget parle de son ami Dado sur dailymotion.com.
- (en) « CFE No 04 - CLArtVision -PIET MOGET.m4v » [vidéo], sur YouTube (consulté le 25 décembre 2023)